# Palaquium garrettii
Palaquium garrettii är en tvåhjärtbladig växtart som beskrevs av Fletcher. Palaquium garrettii ingår i släktet Palaquium och familjen Sapotaceae.
Artens utbredningsområde är Thailand. Inga underarter finns listade i Catalogue of Life.